# Taferlsee
Der Taferlsee ist ein künstlicher See, welcher im Naturschutzgebiet Vils-Engtal 4,5 km südwestlich von der Stadt Vilshofen an der Donau im Landkreis Passau liegt.

## Name
Der Name des Tagebaurestsees rührt vom Flurnamen Taferl her. Obwohl diese Flur eigentlich etwa vier Kilometer flussabwärts links des Flusses lokalisiert ist, bürgerte sich trotzdem diese Bezeichnung für das künstliche Gewässer ein, der nach dem industriellen Granitabbau zurückblieb.

## Entstehung
Als Mitte des 19. Jahrhunderts der kommerzielle Granitabbau entlang der Vils begann, entstanden an beiden Ufern des Flusses mehrere Steinbrüche, in denen aber zumeist kein Abbau in die Tiefe erfolgte. Die einzige Ausnahme war der Kahlhammer-Bruch bei Liessing, der um 1900 entstand. Sein Abbaukessel befand sich schließlich mehrere Meter unterhalb des Niveaus der Vils, an der tiefsten Stelle betrug die Abbautiefe sogar 20 Meter. Um das Eindringen von Grundwasser zu verhindern, musste somit permanent Wasser abgepumpt werden. Ab der Mitte der 1930er-Jahre erwies sich dies als unwirtschaftlich, so dass der Tiefbau eingestellt wurde. Der Bruch wurde in den folgenden Jahren bis zur endgültigen Einstellung der Abbautätigkeit im Jahr 1939 mit Abraum gefüllt. Dies reduzierte letztendlich die Seetiefe auf elf Meter.

## Bahnhof „Taferl“
Die im Jahr 1898 eröffnete Bahnstrecke Vilshofen–Aidenbach verlief westlich des heutigen Sees und diente dem Abtransport des abgebauten Granits. Zu diesem Zweck wurde der Güterzughalt Taferl eingerichtet. Er war mit den umfangreichen Feldbahnanlagen des Kalhammer-Bruches verbunden und fungierte als bedeutender Umschlagplatz. Der Halt wurde täglich mit Güterzügen bedient.